# Roy Kinikinilau
Pas d'image ? Cliquez ici

a Compétitions nationales et continentales officielles uniquement.

b Matchs officiels uniquement.
Dernière mise à jour le 6 février 2019.
Roy Kinikinilau  est né le 14 février 1980 aux Tonga. C’est un ancien joueur de rugby à XV tongien international néo-zélandais à sept, qui a joué dans le Super Rugby et la Top League. Il évoluait au poste d'ailier ou de centre (1,93 m et 110 kg). 

## Carrière
En 2006, il joue dans le Super 14 avec les Highlanders. Il a joué dans le Super 12 avec les Hurricanes en 2003-2004. En 2007, il signe avec les Chiefs.

## Palmarès
- Vainqueur du National Provincial Championship en 2006 avec Waikato.